# Ulises Francisco Espaillat
Ulises Francisco Espaillat Quiñones (Santiago de los Caballeros, 9 februari 1823 - Santiago de los Caballeros, 25 april 1878). Hij was politicus, farmaceut en schrijver. Zijn ouders waren Pedro Ramón Espaillat Quiñones en Maria Petronila Velilla.

## Biografie
Ondanks de beperkte mogelijkheden van het onderwijs onder de Haïtiaanse bezetting, studeerde hij Engels, Frans, muziek, wiskunde en andere vakken. Later kreeg hij medische lessen van Dr. Santiago Espaillat, een oom van vaders kant.

## Politiek
Espaillat nam actief deel aan de julirevolutie van 1857, die het terugtreden van Buenaventura Báez en de terugkeer Pedro Santana tot gevolg had en nam deel aan de bewegingen die vochten tegen de Spaanse overheersing. Zijn economische en intellectuele bijdragen waren cruciaal voor het succes van de volledige restauratie van de Dominicaanse Republiek in 1866.
Zijn carrière leidde hem naar het ministerie van Binnenlandse Zaken en Politie, als minister in de interim-regering van José Valverde Desiderio in 1858. Hij werd voorzitter van de Commissie Buitenlandse Betrekkingen in het kabinet Salcedo (september 1863 - oktober 1864), Vice-President van de Republiek tijdens het regime van Gaspar Polanco (oktober 1864 - januari 1865) en beheerde de portefeuille van Justitie, Buitenlandse Zaken en Openbaar Onderwijs onder president José María Cabral tussen 1866 en 1868. Ten slotte was hij met sterke steun van de bevolking, van 29 april tot 5 oktober 1876 president van de Dominicaanse Republiek.
In de loop van zijn korte ambtstermijn vertoonde hij een zeldzame politieke werkwijze. Hij probeerde te regeren volgens de grondwettelijke en democratische regels. Hij omringde zich met de bekwaamste mannen van het land, ongeacht hun politieke voorkeuren, verminderde de salarissen van ambtenaren, te beginnen met de president zelf, moedigde een vrije pers aan en introduceerde regels tegen ongewenst gedrag van de civiele overheid en militaire ambtenaren, die gewend waren aan de privileges en voordelen van de macht. Al snel ontstonden opstanden tegen de uitvoerende macht en, hoewel hij de steun van de meerderheid van de Dominicanen had, vroeg Espaillat de raad van bestuur om hem te vervangen. Op 5 oktober 1876 nam het Nationale Paleis en een raad van bestuur, onder leiding van Pedro Tomás Garrido de macht over.

## Einde
Ulises Espaillat stierf in Santiago op 25 april 1878. zijn stoffelijk overschot ligt in het Panteón Nacional.
- Bibliothèque nationale de France: cb13176298r (data)
- Gemeinsame Normdatei: 1057209724
- International Standard Name Identifier: 0000 0000 2712 1882
- Library of Congress Control Number: n83188269
- Système universitaire de documentation: 150372817
- Virtual International Authority File: 51830151
- WorldCat: E39PBJr7YdjQRx4FtwDRbV9CcP